# Onygenaceae
Onygenaceae es una familia de hongos ascomicetos, en la clase Eurotiomycetes.

## Especies
- Amauroascus
- Aphanoascus
- Apinisia
- Arachnotheca
- Ascocalvatia
- Auxarthron
- Bifidocarpus
- Byssoonygena
- Chlamydosauromyces
- Chrysosporium
- Coccidioides
- Kuehniella
- Leucothecium
- Monascella
- Nannizziopsis
- Neoarachnotheca
- Neogymnomyces
- Onygena
- Pectinotrichum
- Polytolypa
- Pseudoamauroascus – asignación incierta
- Renispora
- Spiromastix
- Testudomyces
- Uncinocarpus
- Xanthothecium